# Jaci
Jaci este un oraș în São Paulo (SP), Brazilia.